# Catalunya i la Unió Europea

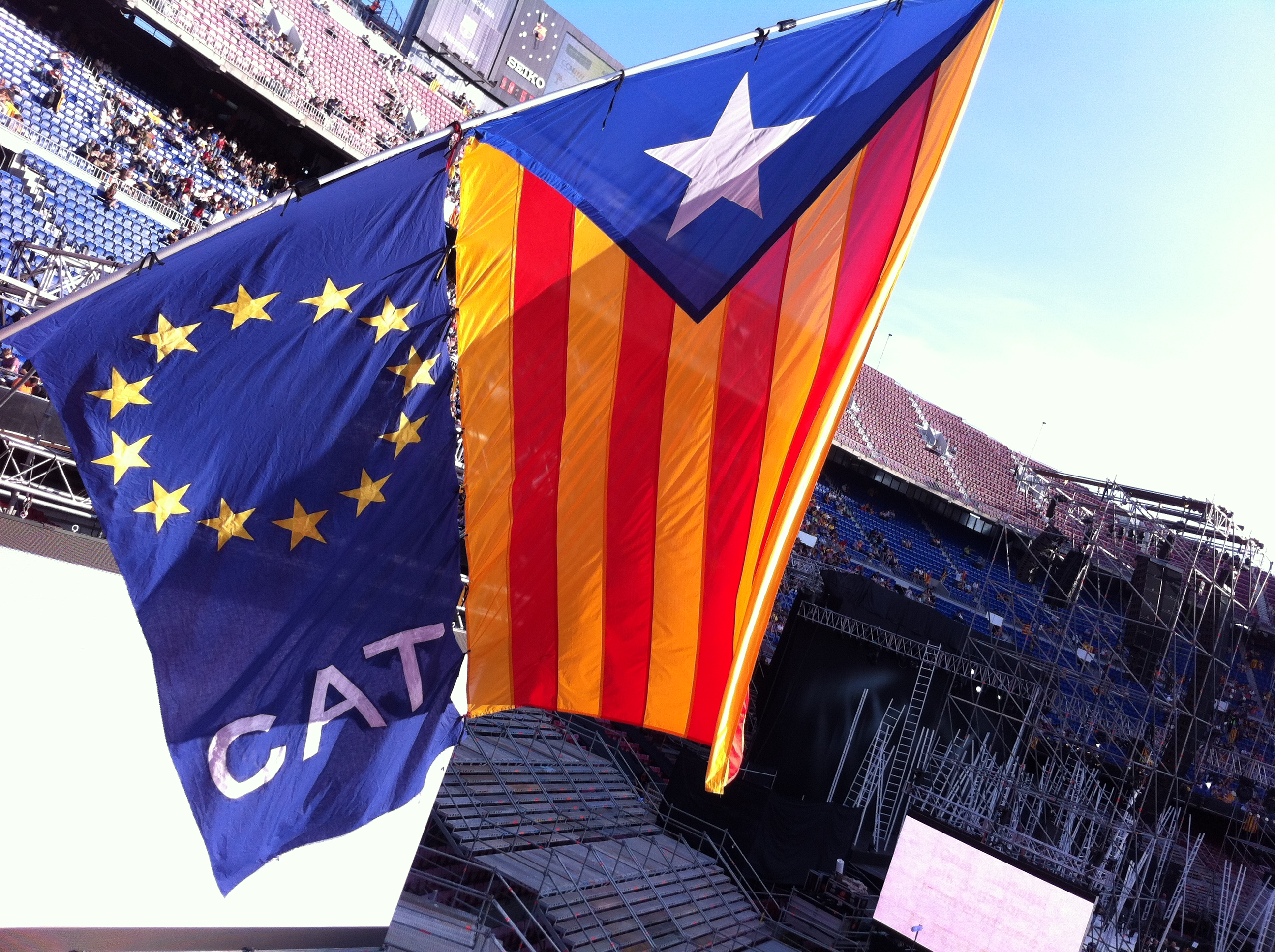
La bandera d'Europa penjada al costat de l'estelada

Les relacions entre Catalunya i la Unió Europea (UE) es duen a terme per mediació d'Espanya, l'estat membre al qual pertany actualment. Catalunya té una llarga tradició europeista, malgrat que hi ha corrents minoritaris que en demanen la sortida de la UE. Catalunya forma part de l'Euroregió Pirineus Mediterrània juntament amb les Illes Balears i les regions franceses del Migdia-Pirineus i el Llenguadoc-Rosselló.
Alguns dels polítics catalans que han ocupat càrrecs d'alt nivell a la UE són Josep Borrell, president del Parlament Europeu entre juliol del 2004 i gener del 2007 i Alt Representant de la Unió Europea per a Afers exteriors i Política de Seguretat des del 2019, i Amadeu Altafaj, portaveu d'Afers Econòmics de la Comissió Europea.
La societat civil té un marcat caire europeista, amb organitzacions com ara el Consell Català del Moviment Europeu (CCME), Horitzó Europa, la Joventut Europea Federalista (JEF) o la Fundació Catalunya Europa. Una de les 36 oficines d'informació del Parlament Europeu es troba a Barcelona.
La qüestió europea ha adquirit especial rellevància en el marc del procés independentista català encetat a mitjans del 2012, car la pertinença d'una hipotètica Catalunya independent a la UE ha estat i continua sent objecte de debat.

## Posició dels partits
| Partit | Posició   | Citació |
| ------ | --------- | --- |
| PSC    | A favor   | «Catalunya és Europa i no vol deixar de ser-ho. El nostre futur passa per Europa i les seves institucions.» |
| Junts  | A favor   | «La Unió Europea és el nostre espai natural i, encara que sense un estat propi, els catalans i les catalanes ens sentim fundadors d'una idea d'Europa que es construeix des de la identitat i la llibertat dels pobles que la formen i l'enriqueixen.»                              |
| ERC    | A favor   | «Catalunya esdevindrà un estat membre de la UE que treballarà estretament amb la resta de països europeus per promoure una diplomàcia compromesa amb els drets humans, el desenvolupament sostenible i la mediació de conflictes internacionals.»                                   |
| PPC    |           | Sense posicionament explícit en el seu programa electoral per a les darreres eleccions catalanes. |
| Vox    |           | Sense posicionament explícit en el seu programa electoral per a les darreres eleccions catalanes. |
| CS     | A favor   | «Des de Comuns-Sumar volem que Catalunya, la seva gent, els seus municipis i les seves institucions esdevinguin una veu forta per continuar transformant la Unió Europea i fer-la garant de la justícia social, sintonitzant amb la necessitat d'accelerar la transició ecològica.» |
| CUP    | En contra | «Rebutgem formar part de la Unió Europea, l'Euro, l'OTAN i l'Euroexèrcit. Volem promoure el tancament de totes les bases militars i la construcció d'una societat que potenciï la cultura de la pau, la cooperació i la solidaritat internacionalista.»                             |
| AC     | A favor   | «La nostra identitat neix profundament lligada a Europa. Podríem dir, de fet, que els catalans som europeistes de primera hora. Ens considerem europeus amb distintiu català. A més de motius identitaris, Catalunya té poderosos interessos econòmics a la Unió Europea.»          |

## Enquestes

### Població general
| Data              | Entitat    | A favor | Neutre | En contra | NS/NC | Referència |
| ----------------- | ---------- | ------- | ------ | --------- | ----- | ---------- |
| Gener-febrer 2024 | Opinòmetre | 72%     | 15%    | 11%       | 2%    | [ 8 ]      |
| Febrer 2018       | CEO        | 68,4%   |        | 19,3%     | 12,2% | [ 9 ]      |
| Octubre 2017      | CEO        | 67,9%   |        | 19,8%     | 12,3% | [ 10 ]     |
| Març 2002         | CEO        | 86,3%   |        | 6,3%      | 7,5%  | [ 2 ]      |

### Per votants de partits
| Partit        | A favor | En contra | NS/NC  | Referència |
| ------------- | ------- | --------- | ------ | ---------- |
| C's           | 51,92%  | 34,61%    | 13,46% | [ 11 ]     |
| PDeCAT        | 75,93%  | 12,03%    | 12,03% | [ 11 ]     |
| ERC           | 63,9%   | 27,15%    | 8,94%  | [ 11 ]     |
| PSC           | 75,16%  | 17,44%    | 7,38%  | [ 11 ]     |
| CatComú-Podem | 87,68%  | 8,69%     | 3,62%  | [ 11 ]     |
| CUP           | 50,7%   | 42,25%    | 7,04%  | [ 11 ]     |
| PPC           | 53,84%  | 26,92%    | 19,23% | [ 11 ]     |

### Confiança en la UE
En una escala del 0 al 10:

## Pertinença d'una Catalunya independent a la UE
No hi ha cap article dels tractats de la Unió Europea que prevegi expressament el procediment a seguir en cas de creació d'un nou estat a partir d'un estat membre de la UE (possibilitat coneguda habitualment com a «ampliació interna»). Els juristes debaten quatre possibles escenaris per a una hipotètica Catalunya independent:
- Escenari de permanència: el nou Estat català manté la seva pertinença a la UE en tractar-se d'un territori que forma part de la Unió des de fa més de 30 anys, aplica plenament el cabal comunitari i té una població que gaudeix de la ciutadania europea.
- Escenari d'adhesió ad hoc: el nou Estat català deixa de formar part de la UE, però la Unió reconeix que es tracta d'un cas sui generis i aplica un procés d'adhesió accelerat que permet l'entrada de Catalunya a la UE i en conserva els drets i obligacions europeus de les persones físiques i jurídiques.
- Escenari d'adhesió ordinària: el nou Estat català segueix un procés d'adhesió ordinari sense règims transitoris específics.
- Escenari d'exclusió com a estat membre: el nou Estat català queda fora de la UE sine die en negar-se aquesta a iniciar el procés d'adhesió o atorgar l'estatut de candidat a Catalunya, ja sigui per un veto espanyol o per algun altre motiu.

A principis del 2015, el Front Nacional, un partit xenòfob francès, feu la següent pregunta a la Comissió Europea: «L'accés unilateral de Catalunya a la independència comporta una sortida immediata de la UE per al nou Estat?».